# 新潟県立松代高等学校
新潟県立松代高等学校（にいがたけんりつ まつだいこうとうがっこう、英: Niigata Prefectural Matsudai High School）は、新潟県十日町市松代にある県立高等学校。

## 概要

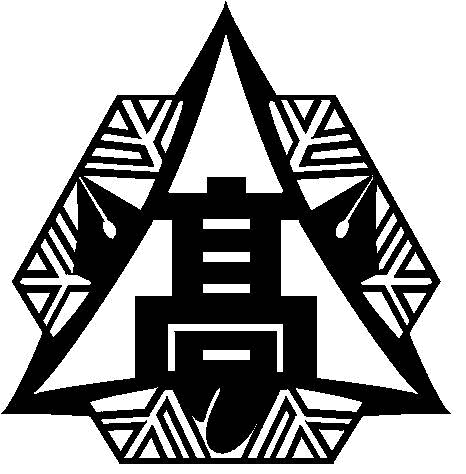
校章

本校は十日町市松代地域（旧松代町）の中心部に程近い場所に所在する。
毎年秋に開催されている校内文化祭の名称は「雪穂祭」。
早稲田大学との交流があり、2021年（令和3年）秋には同大学の研究室によって屋上にマイクロプラスチックの観測装置が設置された。
なお、新潟県教育委員会「令和5年度～令和7年度 県立高校等再編整備計画」により、2023年（令和5年）度に新潟県立十日町高等学校松之山分校が本校に統合され募集停止となる。

## 設置学科
- 普通科

## 沿革
- 1948年（昭和23年）6月1日 - 新潟県立安塚農業高等学校松代分校として設立認可。
- 1951年（昭和26年）4月1日 - 松代村立松代高等学校として独立（定時制課程普通科）。
- 1954年（昭和29年）4月1日 - 県移管により新潟県立松代高等学校となる。
- 1961年（昭和36年）4月1日 - 第1学年より全日制に転換。
- 2023年（令和5年）4月1日 - 地域探究学習（地域探究コース）を設置、スクールバス運行開始。

## 部活動
- 運動部 - 野球、スキー、陸上競技、テニス、バドミントン、バレーボール（女）、バスケットボール（男）
- 文化部 - 写真、美術、書道、合唱、文芸
- 同好会 - 軽音楽、パソコン

## 校歌
作詞：市川牧人、作曲：高田守久

## アクセス
- 北越急行（ほくほく線）まつだい駅 徒歩7分 (500m)